# Grande Prêmio da China de 2007
Resultados do Grande Prêmio da China de Fórmula 1 realizado em Xangai em 7 de outubro de 2007. Décima sexta etapa do campeonato, foi vencido pelo finlandês Kimi Räikkönen, da Ferrari, com Fernando Alonso em segundo pela McLaren-Mercedes e Felipe Massa em terceiro, também pela Ferrari.

## Resumo
- Sebastian Vettel havia sido punido com a perda de dez lugares no grid após a colisão com Mark Webber na corrida anterior (o Grande Prêmio do Japão), mas após analisar um vídeo amador que demonstrou que Vettel não teve culpa no acidente, a punição foi reduzida para uma repreensão. Contudo, o jovem piloto alemão teve que perder cinco lugares no grid por ter atrapalhado o finlandês Heikki Kovalainen durante o treino classificatório.
- Mesmo com Kimi Räikkönen sendo o piloto mais rápido em todos os três treinos livres e nas duas primeiras partes do treino oficial, Lewis Hamilton conseguiu bater o tempo na superpole e conseguiu a pole position.
- Voltas na liderança:Lewis Hamilton 24 (1-15,20-28),Kimi Räikkönen 31 (29-32,34-56),Robert Kubica 1 (33)
- A equipe Toro Rosso marcou os primeiros pontos na penúltima corrida, com Sebastian Vettel em 4º e Vitantonio Liuzzi em 6º, no total 8 pontos.
- Essa foi a segunda vez que Hamilton não pontua em 2007, no GP da Europa ele cruzou uma volta atrás em 9º, e neste GP ele abandonou ao perder o controle de sua McLaren na entrada dos boxes e deixando Fernando Alonso e Kimi Räikkönen se aproximarem mais dele na classificação do campeonato, o que praticamente jogou fora o sonhado o título do campeonato por antecipação.
- Último GP de Alexander Wurz.
- Última vitória e GP da Marlboro pela Ferrari
- Vitória de número 200 da Ferrari na formula 1.

## Classificação da prova

### Treinos classificatórios
| Pos.   | Nº | Piloto               | Equipe             | Q1       | Q2       | Q3       | Grid | Notas      |
| ------ | -- | -------------------- | ------------------ | -------- | -------- | -------- | ---- | ---------- |
| 1      | 2  | Lewis Hamilton       | McLaren-Mercedes   | 1:35.798 | 1:35.898 | 1:35.908 | 1    |            |
| 2      | 6  | Kimi Räikkönen       | Ferrari            | 1:35.692 | 1:35.381 | 1:36.044 | 2    |            |
| 3      | 5  | Felipe Massa         | Ferrari            | 1:35.792 | 1:35.796 | 1:36.221 | 3    |            |
| 4      | 1  | Fernando Alonso      | McLaren-Mercedes   | 1:35.809 | 1:35.845 | 1:36.576 | 4    |            |
| 5      | 14 | David Coulthard      | Red Bull-Renault   | 1:36.930 | 1:36.252 | 1:37.619 | 5    |            |
| 6      | 11 | Ralf Schumacher      | Toyota             | 1:37.135 | 1:36.709 | 1:38.013 | 6    |            |
| 7      | 15 | Mark Webber          | Red Bull-Renault   | 1:37.199 | 1:36.602 | 1:38.153 | 7    |            |
| 8      | 9  | Nick Heidfeld        | BMW Sauber         | 1:36.737 | 1:36.217 | 1:38.455 | 8    |            |
| 9      | 10 | Robert Kubica        | BMW Sauber         | 1:36.309 | 1:36.116 | 1:38.472 | 9    |            |
| 10     | 7  | Jenson Button        | Honda              | 1:37.092 | 1:36.771 | 1:39.285 | 10   |            |
| 11     | 18 | Vitantonio Liuzzi    | Toro Rosso-Ferrari | 1:37.047 | 1:36.862 |          | 11   |            |
| 12     | 19 | Sebastian Vettel     | Toro Rosso-Ferrari | 1:37.006 | 1:36.891 |          | 17   | [ nota 2 ] |
| 13     | 12 | Jarno Trulli         | Toyota             | 1:37.209 | 1:36.959 |          | 12   |            |
| 14     | 4  | Heikki Kovalainen    | Renault            | 1:37.225 | 1:36.991 |          | 13   |            |
| 15     | 23 | Anthony Davidson     | Super Aguri-Honda  | 1:37.203 | 1:37.247 |          | 14   |            |
| 16     | 16 | Nico Rosberg         | Williams-Toyota    | 1:37.144 | 1:37.483 |          | 15   |            |
| 17     | 8  | Rubens Barrichello   | Honda              | 1:37.251 |          |          | 16   |            |
| 18     | 3  | Giancarlo Fisichella | Renault            | 1:37.290 |          |          | 18   |            |
| 19     | 17 | Alexander Wurz       | Williams-Toyota    | 1:37.456 |          |          | 19   |            |
| 20     | 22 | Takuma Sato          | Super Aguri-Honda  | 1:38.218 |          |          | 20   |            |
| 21     | 20 | Adrian Sutil         | Spyker-Ferrari     | 1:38.668 |          |          | 21   |            |
| 22     | 21 | Sakon Yamamoto       | Spyker-Ferrari     | 1:39.336 |          |          | 22   |            |
| Fonte: |    |                      |                    |          |          |          |      |            |

### Corrida
| Pos.   | Nº | Piloto               | Construtor         | Voltas | Tempo/Diferença  | Grid | Pontos |
| ------ | -- | -------------------- | ------------------ | ------ | ---------------- | ---- | ------ |
| 1      | 6  | Kimi Räikkönen       | Ferrari            | 56     | 1:37:58.395      | 2    | 10     |
| 2      | 1  | Fernando Alonso      | McLaren-Mercedes   | 56     | + 9.806          | 4    | 8      |
| 3      | 5  | Felipe Massa         | Ferrari            | 56     | + 12.891         | 3    | 6      |
| 4      | 19 | Sebastian Vettel     | Toro Rosso-Ferrari | 56     | + 53.509         | 17   | 5      |
| 5      | 7  | Jenson Button        | Honda              | 56     | + 1:08.666       | 10   | 4      |
| 6      | 18 | Vitantonio Liuzzi    | Toro Rosso-Ferrari | 56     | + 1:13.673       | 11   | 3      |
| 7      | 9  | Nick Heidfeld        | BMW Sauber         | 56     | + 1:14.224       | 8    | 2      |
| 8      | 14 | David Coulthard      | Red Bull-Renault   | 56     | + 1:20.750       | 5    | 1      |
| 9      | 4  | Heikki Kovalainen    | Renault            | 56     | + 1:21.186       | 13   |        |
| 10     | 15 | Mark Webber          | Red Bull-Renault   | 56     | + 1:24.685       | 7    |        |
| 11     | 3  | Giancarlo Fisichella | Renault            | 56     | + 1:26.683       | 18   |        |
| 12     | 17 | Alexander Wurz       | Williams-Toyota    | 55     | + 1 volta        | 19   |        |
| 13     | 12 | Jarno Trulli         | Toyota             | 55     | + 1 volta        | 12   |        |
| 14     | 22 | Takuma Sato          | Super Aguri-Honda  | 55     | + 1 volta        | 20   |        |
| 15     | 8  | Rubens Barrichello   | Honda              | 55     | + 1 volta        | 16   |        |
| 16     | 16 | Nico Rosberg         | Williams-Toyota    | 54     | + 2 voltas       | 15   |        |
| 17     | 21 | Sakon Yamamoto       | Spyker-Ferrari     | 53     | +s               | 22   |        |
| Ret    | 10 | Robert Kubica        | BMW Sauber         | 33     | Pane hidráulica  | 9    |        |
| Ret    | 2  | Lewis Hamilton       | McLaren-Mercedes   | 30     | Atolado na brita | 1    |        |
| Ret    | 11 | Ralf Schumacher      | Toyota             | 25     | Rodou            | 6    |        |
| Ret    | 20 | Adrian Sutil         | Spyker-Ferrari     | 24     | Acidente         | 21   |        |
| Ret    | 23 | Anthony Davidson     | Super Aguri-Honda  | 11     | Freios           | 14   |        |
| Fonte: |    |                      |                    |        |                  |      |        |

## Tabela do campeonato após a corrida
| Pos.   | Piloto          | Pontos |
| ------ | --------------- | ------ |
| 1      | Lewis Hamilton  | 107    |
| 2      | Fernando Alonso | 103    |
| 3      | Kimi Räikkönen  | 100    |
| 4      | Felipe Massa    | 86     |
| 5      | Nick Heidfeld   | 58     |
| Fonte: |                 |        |

| Pos.   | Construtor       | Pontos |
| ------ | ---------------- | ------ |
| 1      | Ferrari          | 186    |
| 2      | BMW Sauber       | 94     |
| 3      | Renault          | 51     |
| 4      | Williams-Toyota  | 28     |
| 5      | Red Bull-Renault | 24     |
| Fonte: |                  |        |

- Nota: Somente as primeiras cinco posições estão listadas e a campeã mundial de construtores surge grafada em negrito.